# Logy Bay-Middle Cove-Outer Cove
Logy Bay-Middle Cove-Outer Cove é uma pequena cidade localizada na província canadense de Terra Nova e Labrador. De acordo com o censo canadense de 2016 a cidade tinha uma população de 2.221 habitantes.